# William Kite

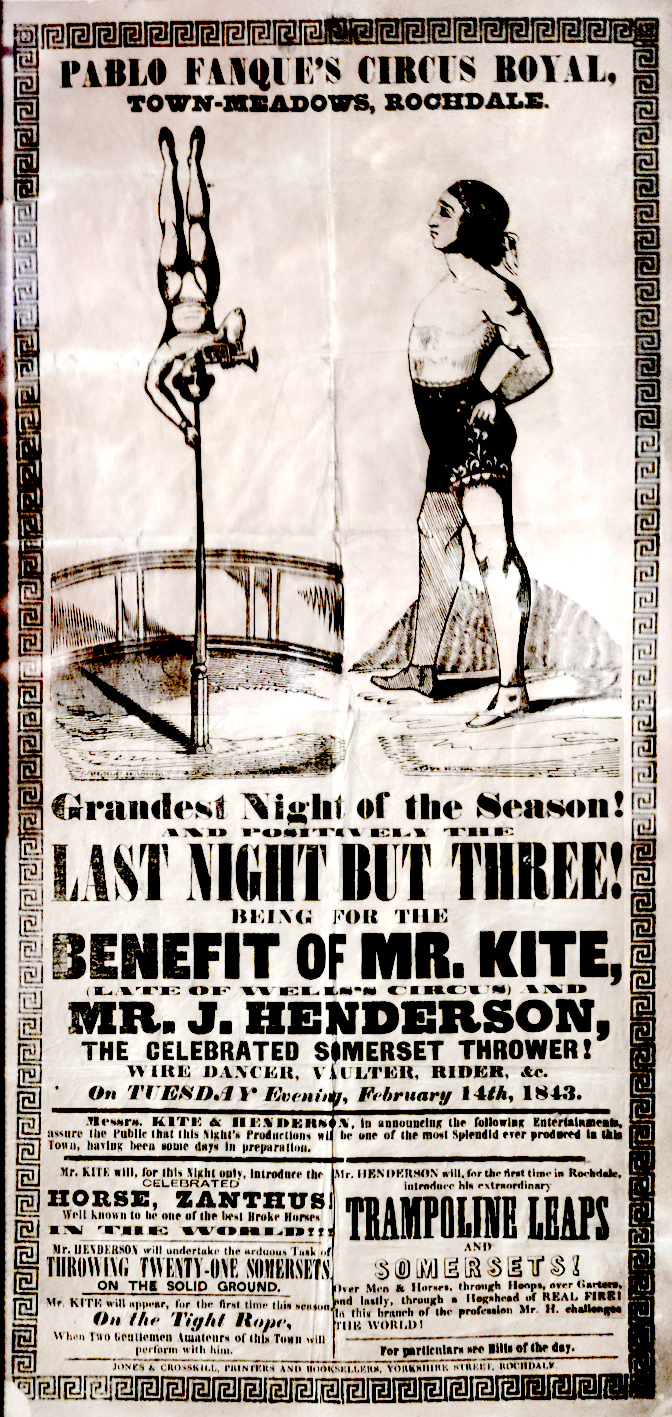
Afiche del circo Pablo Fanque de 1843.

William Kite fue un artista circense del siglo XIX, al cual hace referencia la canción "Being for the Benefit of Mr. Kite!" de la banda británica The Beatles.
Kite nació en el seno de una familia circense en Lambeth, Londres, alrededor del año 1825. Su padre, James Kite, era el propietario de un circo, y el primero en visitar la Feria Knott Mill, en Mánchester, 1806, James Kite fundó su propia compañía alrededor del 1810, viajando como el "Kite's Pavilion Circus"